# Worony Sumy
Worony Sumy (ukr. Хокейний клуб «Ворони» Суми) – ukraiński klub hokejowy z siedzibą w Sumach. 

## Historia
Od sezonu 2008/09 drużyna występowała w ukraińskiej Wyższej Lidze.

## Sukcesy
- Czwarte miejsce we Wschodniej Dywizji Mistrzostw Ukrainy': 2009